# Brunfelsia plowmaniana
Brunfelsia plowmaniana är en potatisväxtart som beskrevs av Filipowicz och M.Nee. Brunfelsia plowmaniana ingår i släktet Brunfelsia och familjen potatisväxter. Inga underarter finns listade i Catalogue of Life.

## Bildgalleri

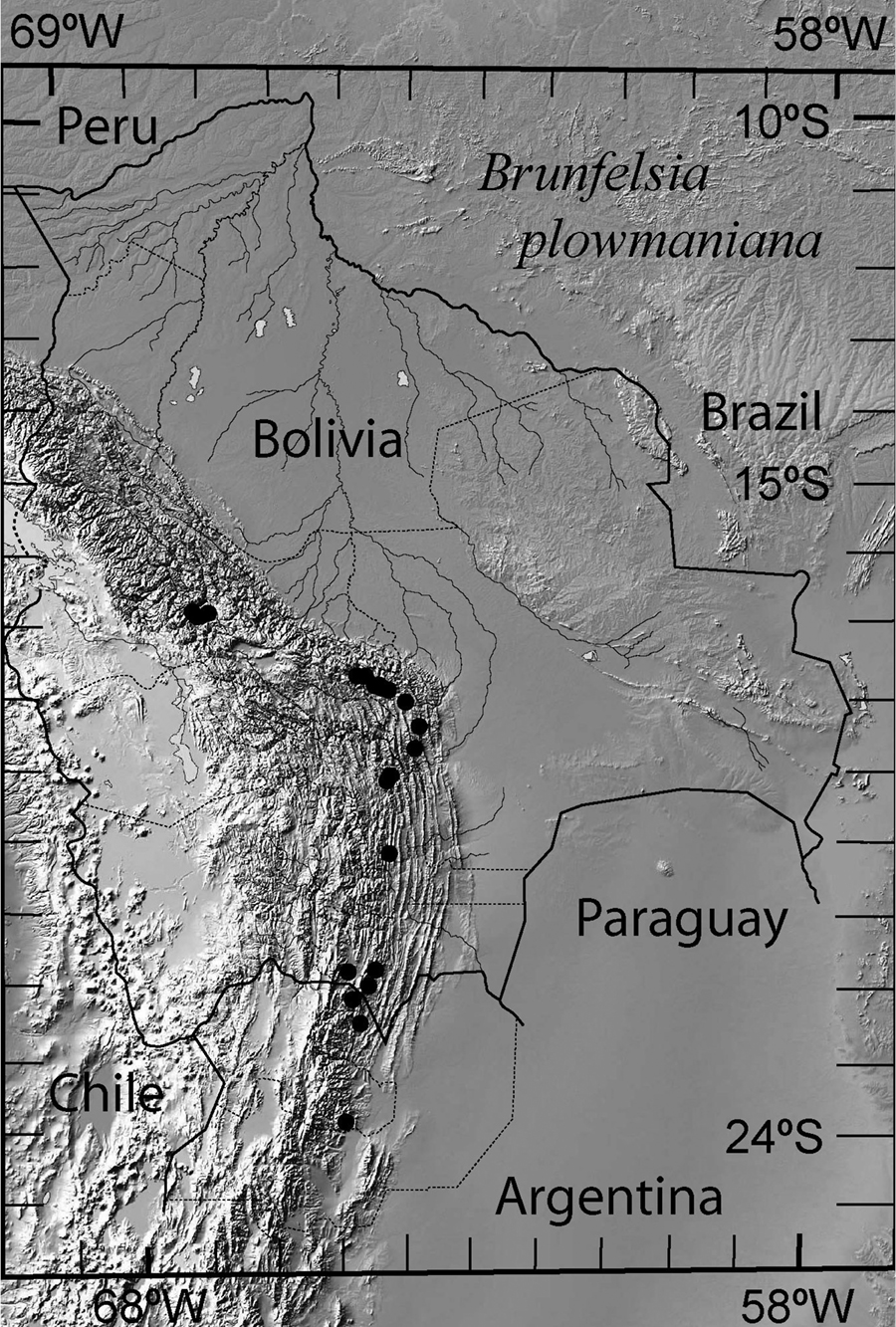